# In the End
In the End је песма америчке рок групе Linkin Park са албума Hybrid Theory. Песма је објављена 2001. године као сингл и постала је једна од најпознатијих песама 21. века.